# Cautha
Cautha (sau Catha) a fost zeul soarelui din mitologia etruscă.
Este identificat cu zeul roman al soarelui Sol, căruia grecii îi spuneau Helios.
Simbolul său era coroana discului solar, fiind reprezentat ținând în fiecare mână foc, în timp ce iese din mare.